# Йодид срібла
Йоди́д срі́бла — неорганічна сполука з формулою AgI. Сполука являє собою тверду речовину яскраво-жовтого кольору, але вона майже завжди містить домішки металевого срібла, які дають їй сірого забарвлення. Домішки срібла виникають через сильну фотосенсибілізацію AgI. Йодид срібла використовують як антисептик і при засіві хмар.

## Структура

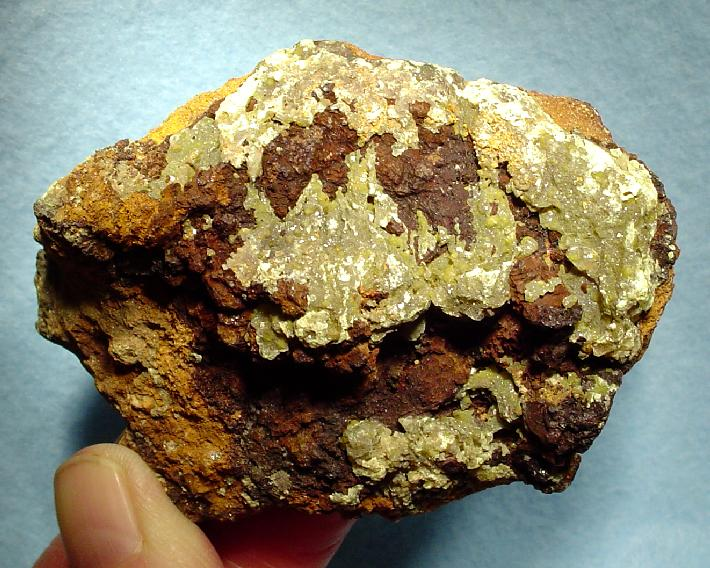
Золотисто-жовті кристали на мінералі — це йодаргірит, природна форма β-AgI.

Структура йодиду срібла залежить від температури:
- Нижче 146,85 °C β-фаза AgI із вюртцитовою кристалічною структурою[en] є найбільш стійкою. Ця фаза в природі зустрічається як мінерал йодаргірит.
- Вище 146.85 °C α-фаза стає стійкішою. Ця фаза — це кубічна сингонія, яка має срібні центри, розподілені випадковим чином між 6 октаедрами, 12 тетраедрами та 24 трикутними ділянками.[3] При цій температурі іони Ag+ можуть швидко проходити через тверде тіло, стаючи суперіонним провідником. Перехід між β і α формами являє собою плавлення срібної (катіонної) підґратки. Ентропія синтезу[en] для α-AgI становить приблизно половину від хлориду натрію (типової іонної твердої речовини). Кристалічна решітка AgI «частково розплавляється» при переході між α і β-поліморфами.
- Метастабільна γ-фаза також існує нижче 146,85 °C зі сфалеритовою структурою.

## Добування та властивості
Йодид срібла добувають шляхом реакції між розчином йодиду (наприклад, йодиду калію) з розчином іонів срібла (наприклад, нітрату срібла). Утворена жовтувата речовина швидко випадає в осад. Тверде речовина — це суміш двох основних фаз. Згодом, AgI розчиняють у гідройодовій кислоті з подальшим розведенням водою осаду β-AgI. Як альтернатива, розчинення AgI в розчині концентрованого нітрату срібла з наступним розведенням дає α-AgI. Якщо сполука піддається впливу сонячного світла, тверда речовина швидко темніє, іонний блиск срібла стає металевим. Усі галогеніди срібла є світлочутливими, причому найбільш світлочутливим є бромисте срібло, потім йодисте, а найменш світлочутливим — хлористе. Фоточутливість змінюється залежно від чистоти речовини.

## Штучні опади

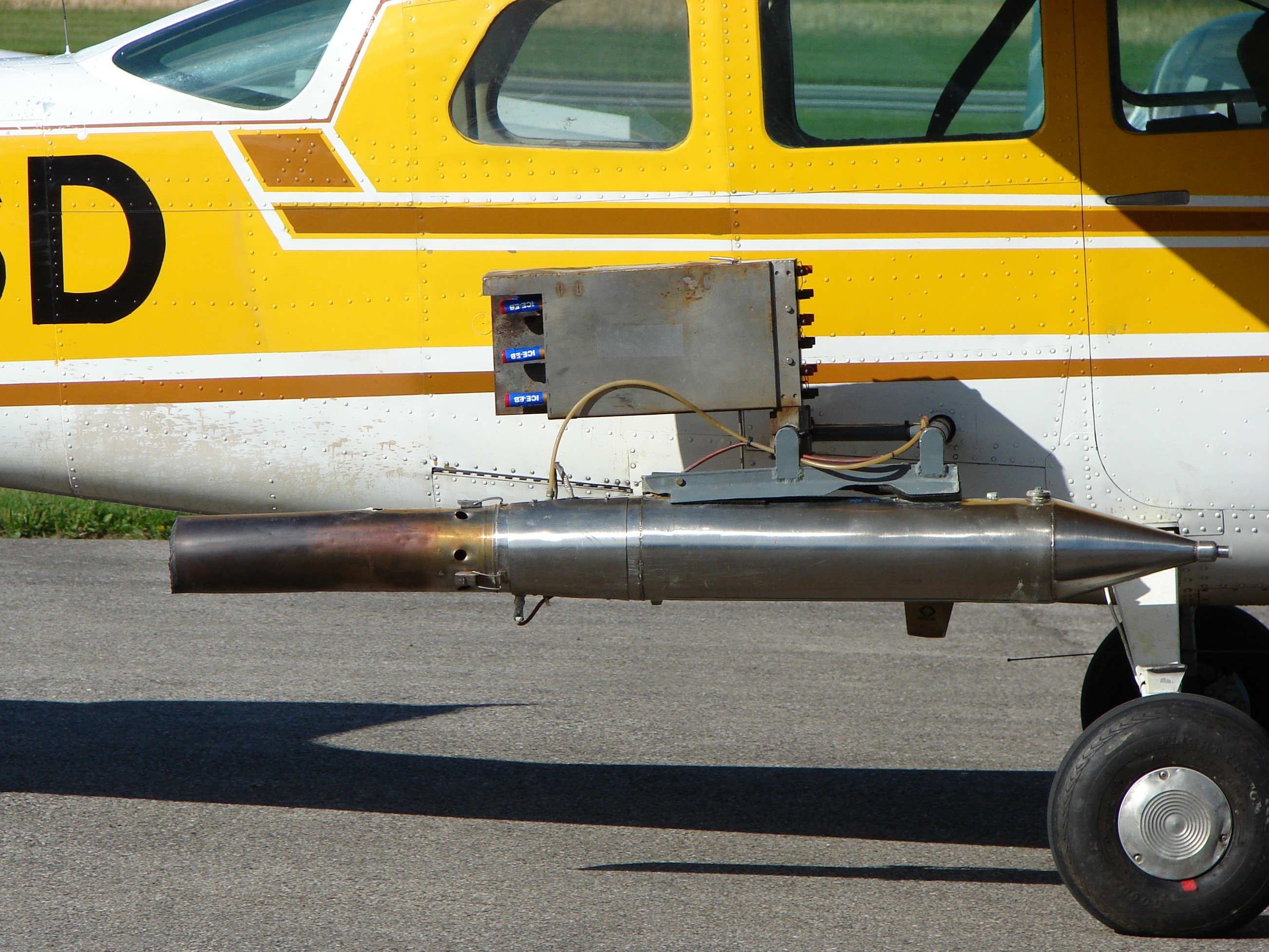
Літак Cessna 210 оснащений генератором йодиду срібла для створення штучних опадів

Кристалічна структура β-AgI схожа на структуру льоду, що дозволяє індукувати процеси замерзання, відомі як неоднорідна нуклеація. Приблизно 50 000 кг використовуються для створення штучних опадів щорічно, одноразово використовується 10–50 грамів.
Може розглядатися як засіб, що може застосовуватися для охолодження Землі завдяки альбедо снігу і хмар. Разом з іншими методами сонячної геоінженерії, наприклад, розпилення світловідбивного аерозолю (карбонату кальцію), розглядається також вирубка лісів для підвищення альбедо Землі завдяки снігу тощо.

## Заходи безпеки
Значний вплив може призвести до аргірії, що характеризується локалізованим знебарвленням тканин тіла.